# Río Nevesti
El Nevesti o Navesti es un río de 100 km de largo en Estonia. Su fuente está cerca de Imavere (entre el pueblo de Jalametsa y el de Käsukonna), condado de Järva. Fluye en líneas generales hacia el oeste. Es un afluente por la izquierda del Pärnu al que se une cerca de Tori en Jõesuu. La superficie de la cuenca del Nevesti es de 3.000 km² y el caudal medio de 27,9 m³/s.

## Enlaces externos

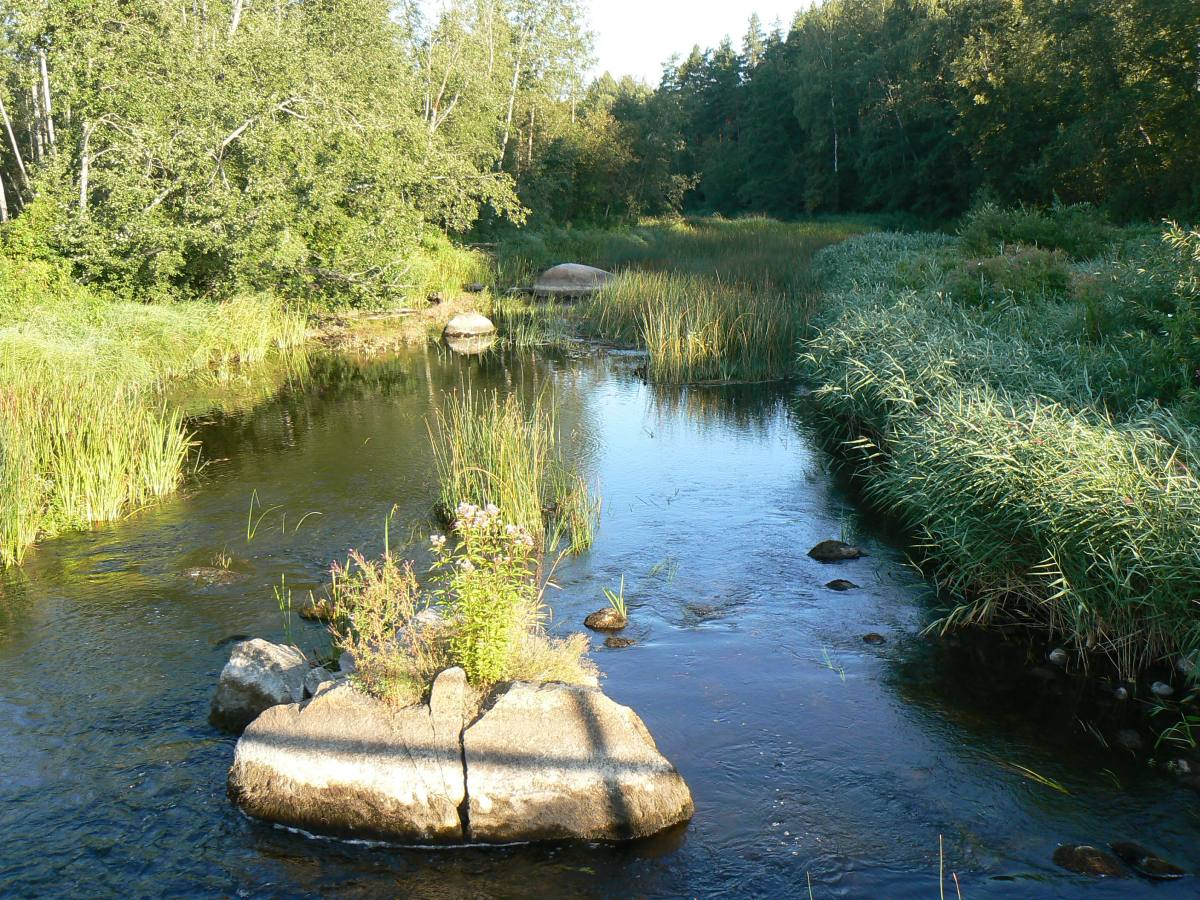